# 自性院 (東京都北区)
自性院（じしょういん）は、東京都北区にある真言宗智山派の寺院。

## 概要
創建年代は不明であるが、1589年（天正17年）寂の宥鎮の開山とされていることから安土桃山時代の創建と推測される。
本尊の不動明王は水害を防ぐご利益があるとされ、「水不動」と呼ばれている。また心がけの良くない者は、枕の向きが変わるという逸話から「枕返しの不動」とも呼ばれている。また住職が無住だった時代に、無断で本尊が売られてしまったので、檀家の人が探していたところ、ある古物屋で「自性院、自性院」という声が聞こえたので、店に入ったところ、この本尊を発見し買い戻すことができたという。
境内には、数多くの石仏や庚申塔が置かれている。庚申塔のいくつかは、この寺に元々あったものではなく、神谷村の各所にあったものを集めたものという。

## 交通アクセス
- 王子神谷駅より徒歩6分。